# Syzygium periyarensis
Syzygium periyarensis är en myrtenväxtart som beskrevs av Augustine och Sasidh.. Syzygium periyarensis ingår i släktet Syzygium och familjen myrtenväxter. Inga underarter finns listade i Catalogue of Life.